# 富山地方鉄道T100形電車
富山地方鉄道T100形電車（とやまちほうてつどうT100がたでんしゃ）は、富山地方鉄道が富山軌道線用に2010年から導入を開始した超低床路面電車車両(LRV)である。現在4編成が運用中である。

## 概要
富山地方鉄道富山軌道線の主力車両デ7000形の車齢が50年に及ぶことから代替車両としてアルナ車両のリトルダンサータイプUの進化型（タイプUa）を選定、国・富山県・富山市の補助を受けて2010年から導入が開始された。
愛称の「サントラム (SANTRAM)」は公募によって決定されたもので、2010年4月28日の運行開始時に発表された。この名称は「『3』両連接」、「ポートラム（富山ライトレールTLR0600形電車）・セントラム（富山地方鉄道9000形電車）に次ぐ富山市内『3』番目のLRT車両』」、「太陽の英訳『sun』にあやかり、燦然と輝く前途に期待を込めて」などの意を複合しての命名である。
富山地方鉄道富山軌道線には2009年にも超低床車両の9000形（セントラム）3両が導入されているが、これは富山市の所有で富山地方鉄道に貸し付けているものである。従って、このT100形が富山地方鉄道の所有する初の超低床車両である。また、富山地方鉄道の伝統の車番付与形式であるデ****形ではないことも特筆される。

## 特徴
車両は3車体2台車による連接車で、前後の車体に台車を装備、中間車体は前後の車体間に掛け渡されたフローティング車体となっている。
台車は独立車輪方式ではない二軸ボルスタレス台車であるが、台車が車体に固定され回転しない構造を採用したことにより、超低床車のネックとされる台車部での最小通路幅820mmを実現、狭軌軌道のデメリットを感じさせない仕上がりとなっている。
全体的な基本スペックは豊橋鉄道が2008年に導入したT1000形とほぼ同一であるため、車体デザインや車体長・ドア・窓の配置にいたるまで全く同一・同形であるが、前照灯回りの処理など細部にはオリジナルデザインも見られる。
内装に関しても座席配置や床面幅、車椅子スペース等ほぼ豊橋鉄道T1000形に準じたものとなっているが、運転席背面の停留所案内などの情報案内を行なうカラー液晶モニターの上部に、T1000形にはない富山市内線車両特有の文字案内表示装置、通称「見えるラジオ」を装備している。外装は白色のボディに、両サイドの窓の下には3編成それぞれ違う色のラインが入っており、T101が黄緑、T102が赤、T103が青、T104が黄となっている。

## 導入経過
2011年（平成23年）度末時点での導入台数は1両のみであったが、2012年（平成24年）度にも増備予算が組まれており、2013年（平成25年）2月10日より、乗り心地向上のため車両に一部改良を加えた2編成目のT102が営業運転を開始した。また現存するデ7000形12両をすべて順次本形式に置換することが決定しているが、2013年（平成25年）に富山地方鉄道は今後5 - 6年で4編成を導入する計画を発表した。2015年（平成27年）に3編成目のT103が営業運転を開始した。2017年（平成29年）11月13日に4編成目のT104が営業運転を開始した。

## 運用と運行

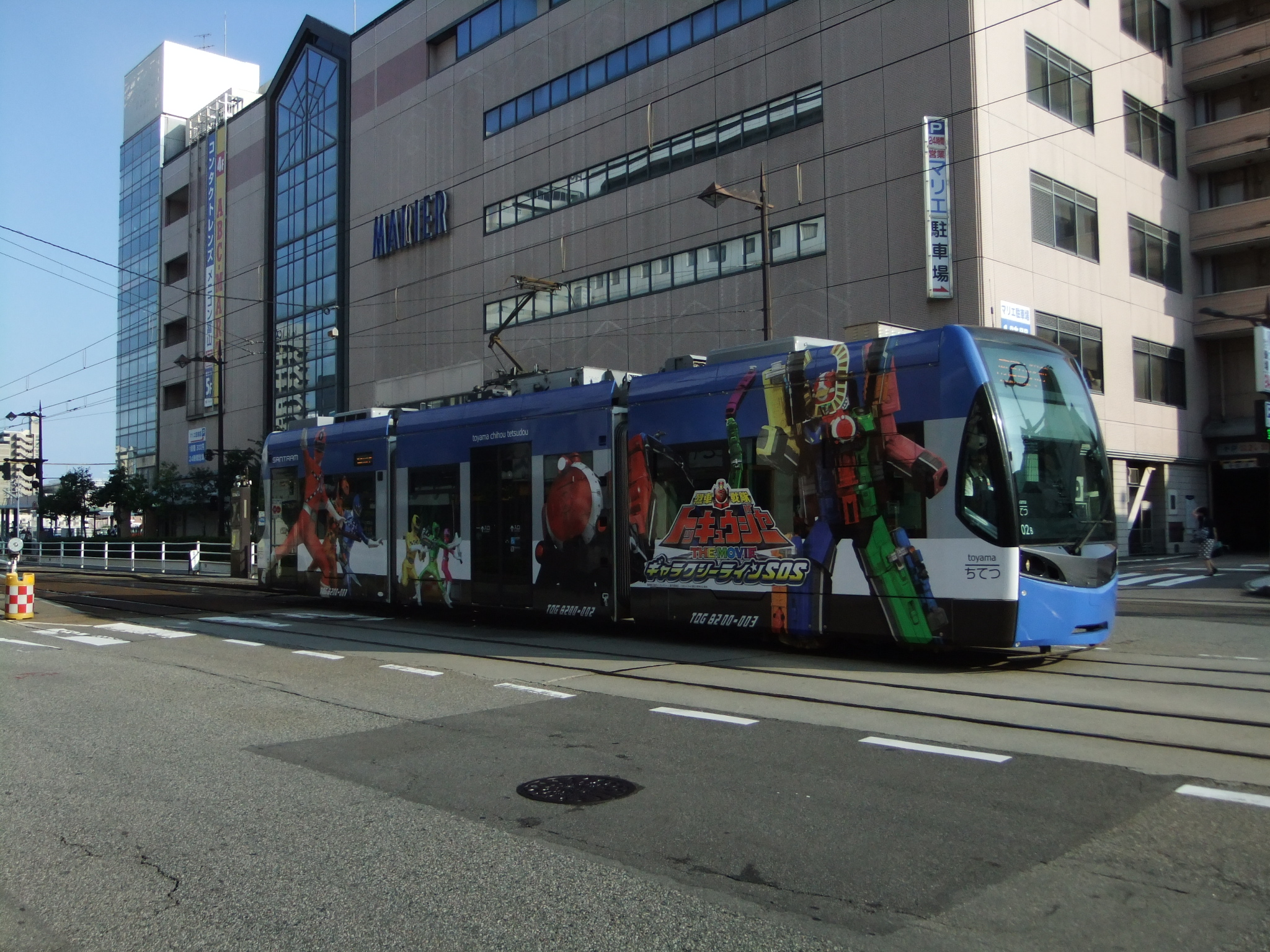
T102 トッキュウジャーラッピング車

前述の通り、運行開始は2010年4月28日。

### 富山駅 - 富山大学前での運行
神通川に架かる旧富山大橋は、もともと幅が狭く単線軌道分しか確保できない上、古い設計基準と老朽化のため重量制限が厳しく、T100形電車やセントラム等は進入・渡橋が安全上不可能であった。このため運用開始当初は1系統（富山駅前停留場 - 南富山駅前停留場）での運用しかできないという制約があった。富山市は橋の補強・拡幅ではなく架け替えを決定、2006年（平成18年）より旧橋の北側に新規に複線軌道と片側2車線の車道が確保できる新橋の建設を開始した。
2012年（平成24年）3月24日に新しい富山大橋が完成、開通渡り初め式にサントラムがシンボルとして参加、その後新富山停留場 - 大学前停留場を初走行して進入制限が消滅したことを内外に示す運用を行った。これに関連して安野屋停留場 - 大学前停留場の単線区間の複線化とインファンド軌道化、ホームの移設と屋根付化などが行われ、利便性の大幅な向上が実施された。
2012年（平成24年）4月5日サントラムのダイヤ改正が発表され、翌4月6日から正式に2系統（南富山駅前 - 大学前）での運用が始まった。

### 富山都心線での運行
3系統（富山都心線）も規格としては入線可能であるが、営業開始からしばらくは営業運転が行われていなかった。2012年10月13日に行われた「ビートラムミュージックフェスティバル2012」においてT100形が「トラムステージ」として富山都心線内を走行した。2013年2月23日頃からデ9000形の検査による代走で、同車が富山都心線で営業運転を行うこともあった。2020年3月21日から富山軌道線と富山港線の直通運転開始による運用の変更で、TLR0600形→0600形とデ9000形との共通運用となり、富山都心線へ定期的に入線するようになった。

### 富山港線での運行
富山軌道線と富山港線の直通運転開始により、富山港線でも使用されるようになった。これに先立ち、ATSが設置されている。

### ラッピング広告
- T101編成は2014年3月1日から約2か月の予定でJリーグ・カターレ富山のラッピングを施して走行する[14]。
- T102編成は2014年7月26日から9月中旬までの予定で『烈車戦隊トッキュウジャー THE MOVIE ギャラクシーラインSOS』のラッピング車両として走行する[15]。